# ویلیکس، شهرستان پارنو
ویلیکس، شهرستان پارنو (به لاتین: Veelikse, Pärnu County) یک روستا در استونی است که در دهستان سارده واقع شده‌است.